# Административно-территориальное деление Междуреченского района (Вологодская область)
Междуреченский район — административно-территориальная единица в Вологодской области Российской Федерации. В рамках организации местного самоуправления ему соответствует одноимённое муниципальное образование Междуреченский муниципальный район.

## Административно-территориальные единицы
Междуреченский район в рамках административно-территориального устройства включает 8 сельсоветов:
| № | Сельсовет     | Соответствующее муниципальное образование |
| - | ------------- | ----------------------------------------- |
| 1 | Ботановский   | Ботановское СП                            |
| 2 | Враговский    | Сухонское СП                              |
| 3 | Ноземский     | Старосельское СП                          |
| 4 | Старосельский | Старосельское СП                          |
| 5 | Сухонский     | Сухонское СП                              |
| 6 | Туровецкий    | Туровецкое СП                             |
| 7 | Хожаевский    | Ботановское СП                            |
| 8 | Шейбухтовский | Сухонское СП                              |

## Муниципальные образования
Муниципальный район, в рамках организации местного самоуправления, делится на 4 муниципальных образования нижнего уровня со статусом сельского поселения.
| Муниципальное образование        | Административный центр | Административно-территориальные единицы (состав по структуре ОКАТО) |
| -------------------------------- | ---------------------- | ------------------------------------------------------------------- |
| сельское поселение Ботановское   | Игумницево             | Ботановский, Хожаевский сельсоветы                                  |
| сельское поселение Старосельское | Старое                 | Ноземский, Старосельский сельсоветы                                 |
| сельское поселение Сухонское     | Шуйское                | Враговский, Сухонский и Шейбухтовский сельсоветы                    |
| сельское поселение Туровецкое    | Туровец                | Туровецкий сельсовет                                                |

### История муниципального устройства
Первоначально к 1 января 2006 года в составе муниципального района были образованы 8 сельских поселений.
| Муниципальное образование        | Административный центр | Административно-территориальные единицы (состав по структуре ОКАТО) |
| -------------------------------- | ---------------------- | ------------------------------------------------------------------- |
| сельское поселение Ботановское   | Игумницево             | Ботановский сельсовет                                               |
| сельское поселение Враговское    | Врагово                | Враговский сельсовет                                                |
| сельское поселение Ноземское     | Спас-Ямщики            | Ноземский сельсовет                                                 |
| сельское поселение Старосельское | Старое                 | Старосельский сельсовет                                             |
| сельское поселение Сухонское     | Шуйское                | Сухонский сельсовет                                                 |
| сельское поселение Туровецкое    | Туровец                | Туровецкий сельсовет                                                |
| сельское поселение Хожаевское    | Гаврилково             | Хожаевский сельсовет                                                |
| сельское поселение Шейбухтовское | Шейбухта               | Шейбухтовский сельсовет                                             |

Законом от 8 апреля 2009 года были упразднены сельские поселения: Хожаевское (включено в Ботановское с административным центром в деревне Игумницево); Ноземское (включено в Старосельское с административным центром в селе Старое); Враговское (включено в Сухонское с административным центром в селе Шуйское).
| Муниципальное образование        | Административный центр | Административно-территориальные единицы (состав по структуре ОКАТО) |
| -------------------------------- | ---------------------- | ------------------------------------------------------------------- |
| сельское поселение Ботановское   | Игумницево             | Ботановский, Хожаевский сельсоветы                                  |
| сельское поселение Старосельское | Старое                 | Ноземский, Старосельский сельсоветы                                 |
| сельское поселение Сухонское     | Шуйское                | Враговский, Сухонский сельсоветы                                    |
| сельское поселение Туровецкое    | Туровец                | Туровецкий сельсовет                                                |
| сельское поселение Шейбухтовское | Шейбухта               | Шейбухтовский сельсовет                                             |

Законом от 3 мая 2017 года было упразднено сельское поселение Шейбухтовское (включено в Сухонское).